# Bordères-Louron
Pour les articles homonymes, voir Bordères.
Ne doit pas être confondu avec Vielle-Louron.
Bordères-Louron est une commune française située dans le sud-est du département des Hautes-Pyrénées, en vallée du Louron, en région Occitanie. Sur le plan historique et culturel, la commune est dans le Pays d'Aure, constitué de la vallée de la Neste (en aval de Sarrancolin), de la vallée d'Aure (en amont de Sarrancolin) et de la vallée du Louron.
Exposée à un climat de montagne, elle est drainée par la Neste du Louron, le ruisseau de Saint-Christau et par divers autres petits cours d'eau. La commune possède un patrimoine naturel remarquable :  un espace protégé (la réserve naturelle régionale du Massif du Montious) et six zones naturelles d'intérêt écologique, faunistique et floristique.
Bordères-Louron est une commune rurale qui compte 143 habitants en 2022, après avoir connu un pic de population de 505 habitants en 1836. Ses habitants sont appelés les Borderais ou  Borderaises.

## Géographie

### Localisation
La commune de Bordères-Louron se trouve dans le département des Hautes-Pyrénées, en région Occitanie.
Elle se situe à 48 km à vol d'oiseau de Tarbes, préfecture du département, à 29 km de Bagnères-de-Bigorre, sous-préfecture, et à 26 km de Capvern, bureau centralisateur du canton de Neste, Aure et Louron dont dépend la commune depuis 2015 pour les élections départementales.
La commune fait en outre partie du bassin de vie d'Arreau.
Les communes les plus proches sont : 
Ris (1,7 km), Cazaux-Debat (2,0 km), Lançon (2,8 km), Gouaux (2,8 km), Avajan (3,4 km), Jézeau (3,4 km), Bareilles (3,6 km), Grézian (3,7 km).
Sur le plan historique et culturel, Bordères-Louron fait partie du pays de la vallée d'Aure ou pays d'Aure, constitué de la vallée de la Neste (en aval de Sarrancolin), de la vallée d'Aure (en amont de Sarrancolin) et de la vallée du Louron (confluente à Arreau).
Bordères-Louron est limitrophe de huit autres communes, dont une dans le département de la Haute-Garonne.
| Cazaux-Debat | Ris             | Bareilles                     |
| Lançon       | Bordères-Louron | Bourg-d'Oueil (Haute-Garonne) |
| Gouaux       | Avajan          | Cazaux-Fréchet-Anéran-Camors  |

### Hydrographie

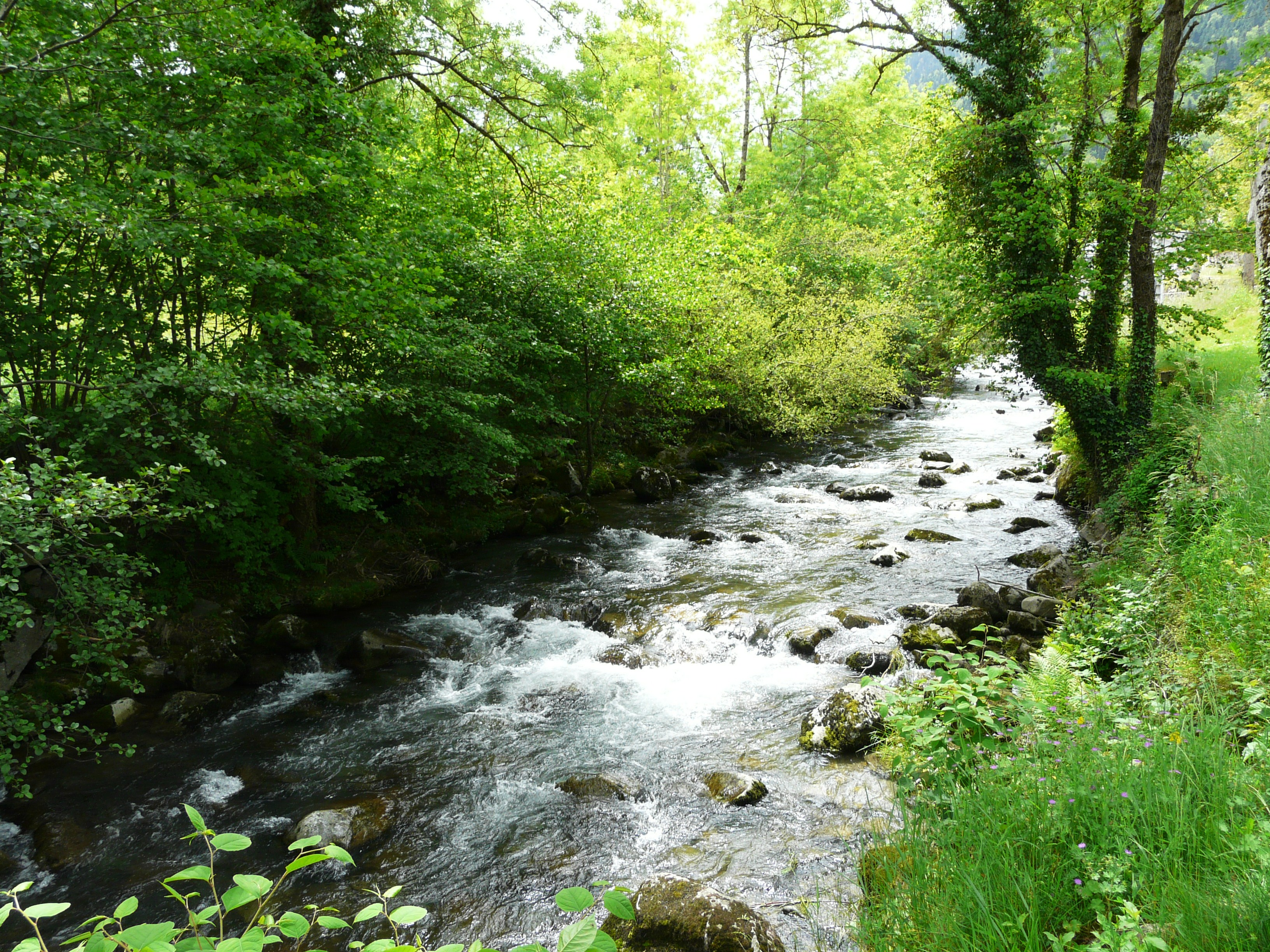
La Neste du Louron à Bordères-Louron.

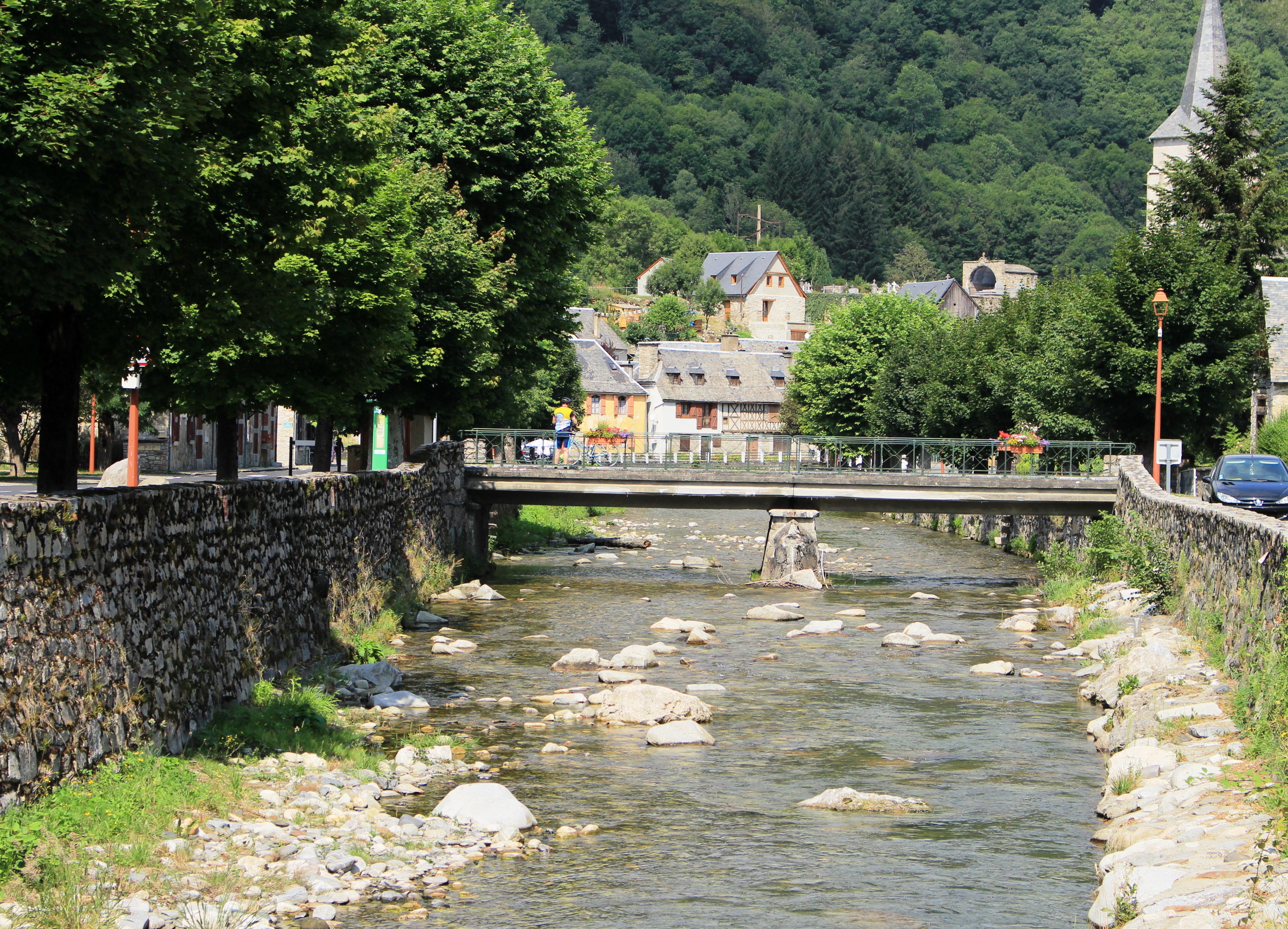
Le pont au-dessus de la Neste du Louron.

Elle est drainée par la Neste du Louron, le ruisseau de Saint-Christau, L'Arrieu-Tort, le ruisseau de Coume Males le ruisseau Galays et par divers petits cours d'eau, constituant un réseau hydrographique de 14 km de longueur totale,.
La Neste du Louron, d'une longueur totale de 32 km, prend sa source dans la commune de Loudenvielle et s'écoule du sud vers le nord. Il traverse la commune et se jette dans la Neste à Arreau, après avoir traversé 10 communes.

### Climat
Le climat qui caractérise la commune est qualifié, en 2010, de « climat de montagne », selon la typologie des climats de la France qui compte alors huit grands types de climats en métropole. En 2020, la commune ressort du même type de climat dans la classification établie par Météo-France, qui ne compte désormais, en première approche, que cinq grands types de climats en métropole. Pour ce type de climat, la température décroît rapidement en fonction de l'altitude. On observe une nébulosité minimale en hiver et maximale en été. Les vents et les précipitations varient notablement selon le lieu.
Les paramètres climatiques qui ont permis d’établir la typologie de 2010 comportent six variables pour les températures et huit pour les précipitations, dont les valeurs correspondent à la normale 1971-2000. Les sept principales variables caractérisant la commune sont présentées dans l'encadré ci-après.
| Paramètres climatiques communaux sur la période 1971-2000 - Moyenne annuelle de température : 9,7 °C - Nombre de jours avec une température inférieure à −5 °C : 5,9 j - Nombre de jours avec une température supérieure à 30 °C : 3,1 j - Amplitude thermique annuelle : 14,5 °C - Cumuls annuels de précipitation : 994 mm - Nombre de jours de précipitation en janvier : 9,7 j - Nombre de jours de précipitation en juillet : 8,6 j |

Avec le changement climatique, ces variables ont évolué. Une étude réalisée en 2014 par la Direction générale de l'Énergie et du Climat complétée par des études régionales prévoit en effet que la  température moyenne devrait croître et la pluviométrie moyenne baisser, avec toutefois de fortes variations régionales. Ces changements peuvent être constatés sur la station météorologique de Météo-France la plus proche, « Arreau Borderes », sur la commune d'Arreau, mise en service en 1943 et qui se trouve à 5 km à vol d'oiseau,, où la température moyenne annuelle est de 9,6 °C et la hauteur de précipitations de 894,8 mm pour la période 1981-2010.
Sur la station météorologique historique la plus proche, « Tarbes-Lourdes-Pyrénées », sur la commune d'Ossun, mise en service en 1946 et à 49 km, la température moyenne annuelle évolue de 12,2 °C pour la période 1971-2000, à 12,6 °C pour 1981-2010, puis à 12,9 °C pour 1991-2020.

### Milieux naturels et biodiversité

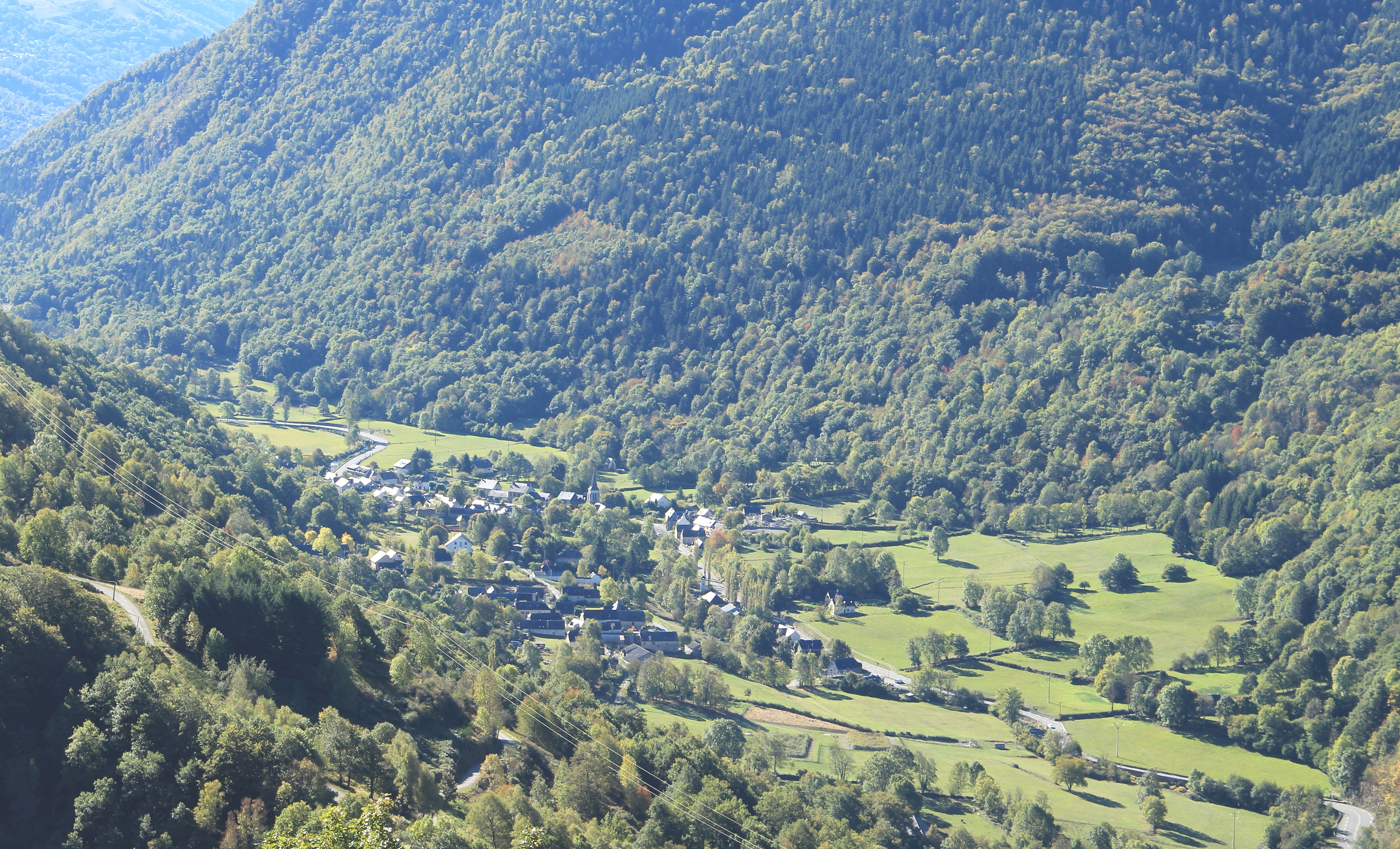
Vue générale du village.

#### Espaces protégés
La protection réglementaire est le mode d’intervention le plus fort pour préserver des espaces naturels remarquables et leur biodiversité associée,.
Dans ce cadre, la commune fait partie.
Un  espace protégé est présent sur la commune : 
la réserve naturelle régionale du Massif du Montious, d'une superficie de 727,1 ha, qui présente un échantillon remarquable de la diversité géologique, biologique et paysagère des Pyrénées centrales. Le patrimoine naturel du site possède une diversité remarquable en termes d’espèces : grand tétras, chouette de Tengmalm, perdrix grise, gypaète barbu, desman des Pyrénées, murin d’Alcathoe,.

#### Zones naturelles d'intérêt écologique, faunistique et floristique
L’inventaire des zones naturelles d'intérêt écologique, faunistique et floristique (ZNIEFF) a pour objectif de réaliser une couverture des zones les plus intéressantes sur le plan écologique, essentiellement dans la perspective d’améliorer la connaissance du patrimoine naturel national et de fournir aux différents décideurs un outil d’aide à la prise en compte de l’environnement dans l’aménagement du territoire.
Trois ZNIEFF de type 1 sont recensées sur la commune :
- « la Neste du Louron et ses affluents » (145 ha), couvrant 15 communes du département[27] ;
- le « massif entre les Nestes d'Aure et du Louron » (2 749 ha), couvrant 16 communes du département[28],
- les « vallons forestiers et milieux subalpins en rive droite du bas Louron » (6 635 ha), couvrant 17 communes dont deux dans la Haute-Garonne et 15 dans les Hautes-Pyrénées[29] ;

et trois ZNIEFF de type 2, : 
- les « Garonne amont, Pique et Neste » (1 788 ha), couvrant 112 communes dont 42 dans la Haute-Garonne et 70 dans les Hautes-Pyrénées[30] ;
- la « Haute vallée d'Aure » (43 605 ha), couvrant 38 communes du département[31] ;
- la « vallée du Louron » (16 472 ha), couvrant 30 communes dont six dans la Haute-Garonne et 24 dans les Hautes-Pyrénées[32].

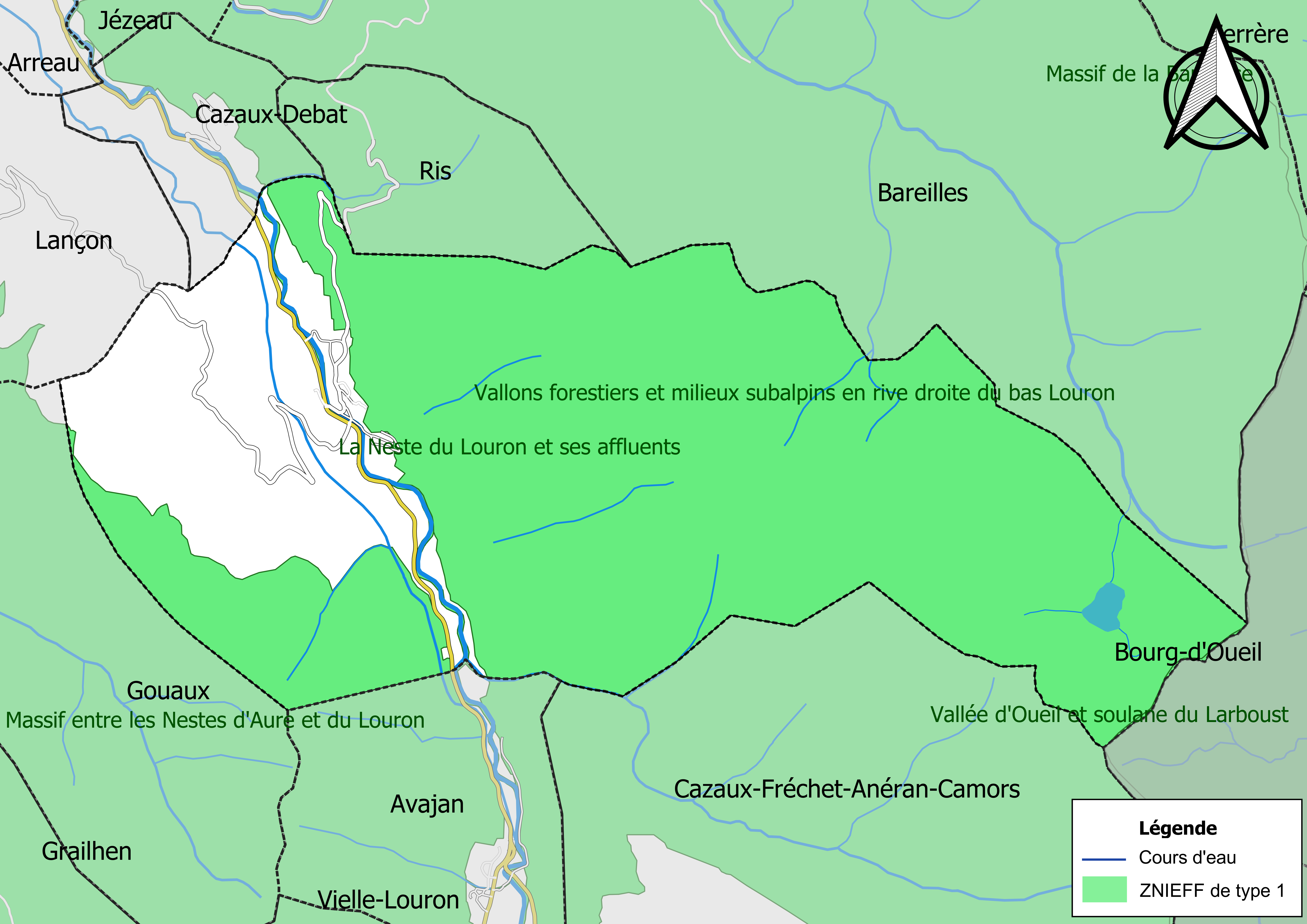
Carte des ZNIEFF de type 1 sur la commune.
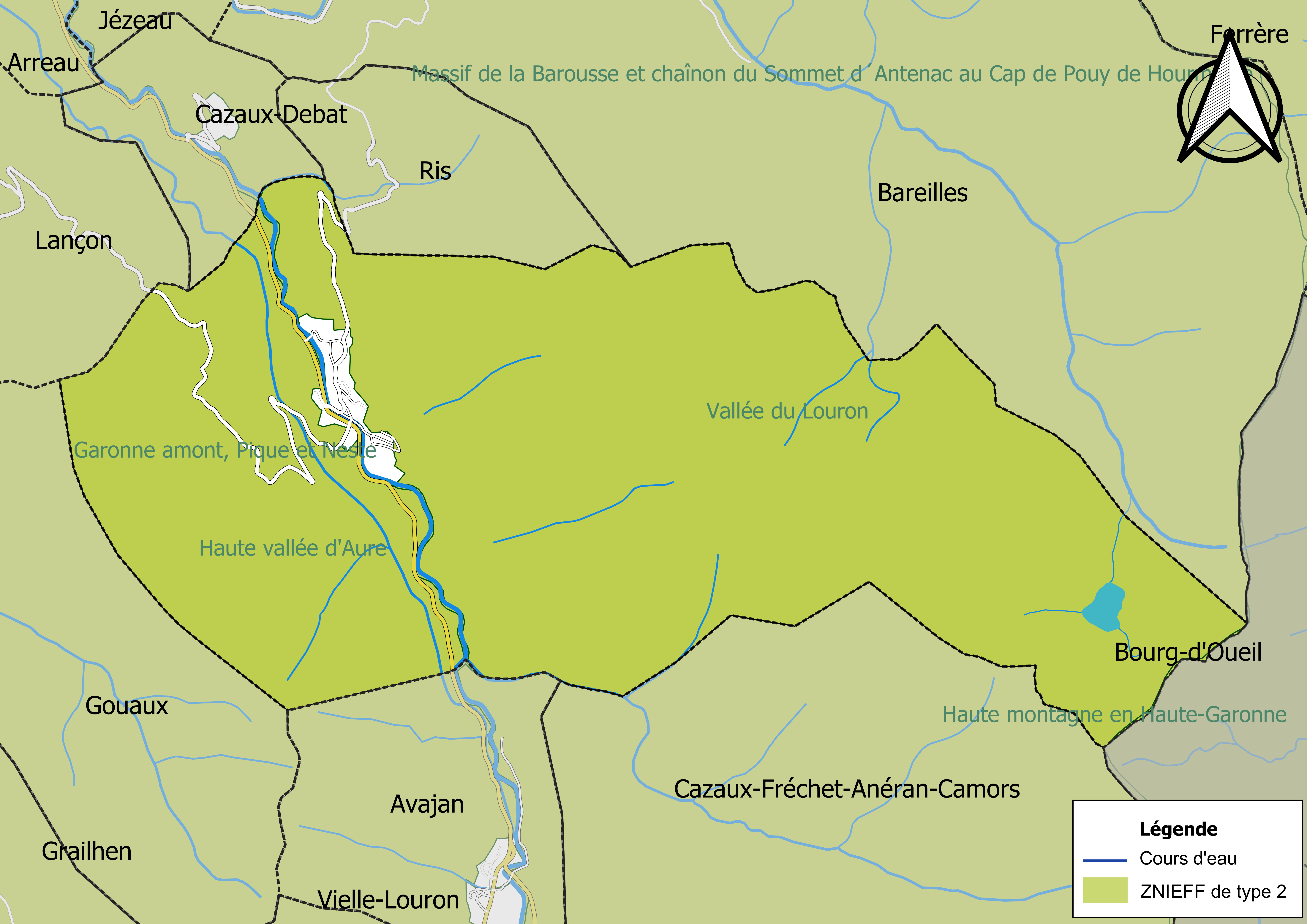
Carte des ZNIEFF de type 2 sur la commune.

## Urbanisme

### Typologie
Au 1er janvier 2024, Bordères-Louron est catégorisée commune rurale à habitat dispersé, selon la nouvelle grille communale de densité à sept niveaux définie par l'Insee en 2022.
Elle est située hors unité urbaine et hors attraction des villes,.

### Occupation des sols
L'occupation des sols de la commune, telle qu'elle ressort de la base de données européenne d’occupation biophysique des sols Corine Land Cover (CLC), est marquée par l'importance des forêts et milieux semi-naturels (93,2 % en 2018), une proportion sensiblement équivalente à celle de 1990 (93,5 %). La répartition détaillée en 2018 est la suivante : 
forêts (71,6 %), milieux à végétation arbustive et/ou herbacée (21,6 %), zones agricoles hétérogènes (5,2 %), prairies (1,5 %).
L'IGN met par ailleurs à disposition un outil en ligne permettant de comparer l’évolution dans le temps de l’occupation des sols de la commune (ou de territoires à des échelles différentes). Plusieurs époques sont accessibles sous forme de cartes ou photos aériennes : la carte de Cassini (XVIIIe siècle), la carte d'état-major (1820-1866) et la période actuelle (1950 à aujourd'hui).

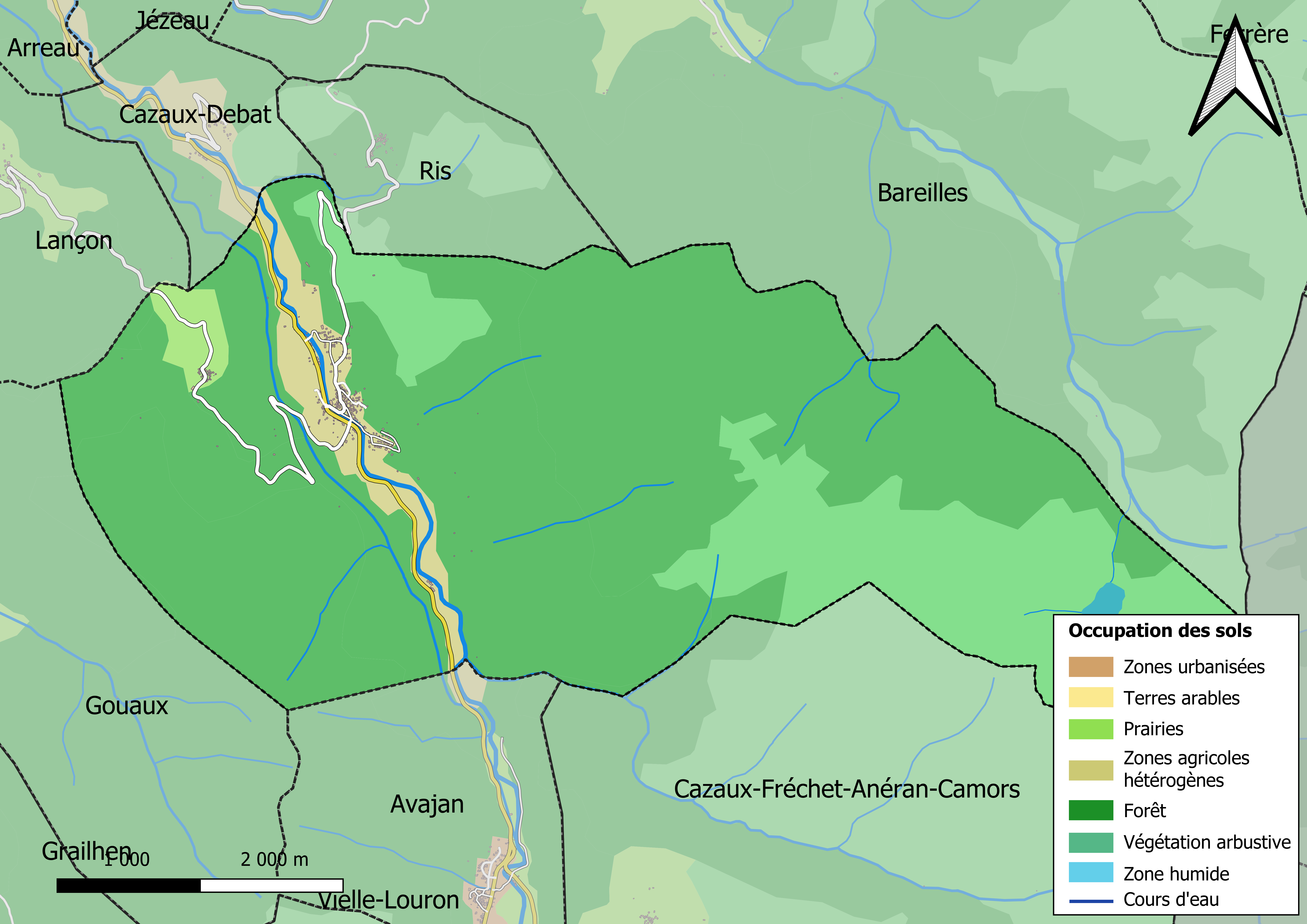
Carte des infrastructures et de l'occupation des sols en 2018 (CLC) de la commune.
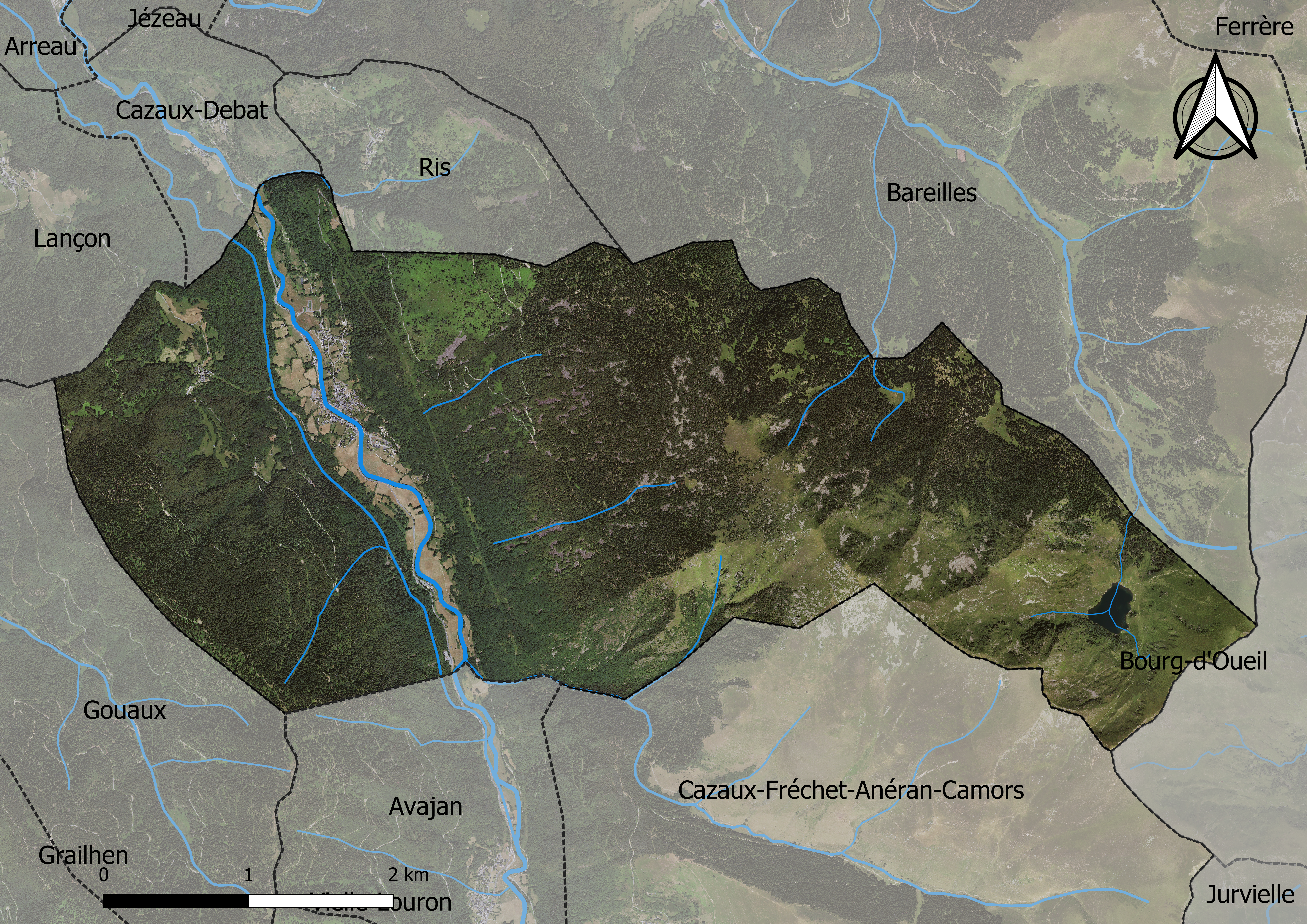
Carte orthophotogrammétrique de la commune.

### Voies de communication et transports
Cette commune est desservie par la route départementale D 618 et par la route départementale D 25.

### Risques majeurs
Le territoire de la commune de Bordères-Louron est vulnérable à différents aléas naturels : météorologiques (tempête, orage, neige, grand froid, canicule ou sécheresse), inondations, feux de forêts, mouvements de terrains, avalanche  et séisme (sismicité moyenne). Il est également exposé à un risque particulier : le risque de radon. Un site publié par le BRGM permet d'évaluer simplement et rapidement les risques d'un bien localisé soit par son adresse soit par le numéro de sa parcelle.

#### Risques naturels
Certaines parties du territoire communal sont susceptibles d’être affectées par le risque d’inondation par débordement de cours d'eau, notamment la Neste du Louron. La cartographie des zones inondables en ex-Midi-Pyrénées réalisée dans le cadre du XIe Contrat de plan État-région, visant à informer les citoyens et les décideurs sur le risque d’inondation, est accessible sur le site de la DREAL Occitanie. La commune a été reconnue en état de catastrophe naturelle au titre des dommages causés par les inondations et coulées de boue survenues en 1982, 1999, 2001, 2009, 2012, 2013 et 2014,.
Bordères-Louron est exposée au risque de feu de forêt. Un plan départemental de protection des forêts contre les incendies a été approuvé par arrêté préfectoral le 21 avril 2020 pour la période 2020-2029. Le précédent couvrait la période 2007-2017. L’emploi du feu est régi par deux types de réglementations. D’abord le code forestier et l’arrêté préfectoral du 27 octobre 2014, qui réglementent l’emploi du feu à moins de 200 m des espaces naturels combustibles sur l’ensemble du département. Ensuite celle établie dans le cadre de la lutte contre la pollution de l’air, qui interdit le brûlage des déchets verts des particuliers. L’écobuage est quant à lui réglementé dans le cadre de commissions locales d’écobuage (CLE)

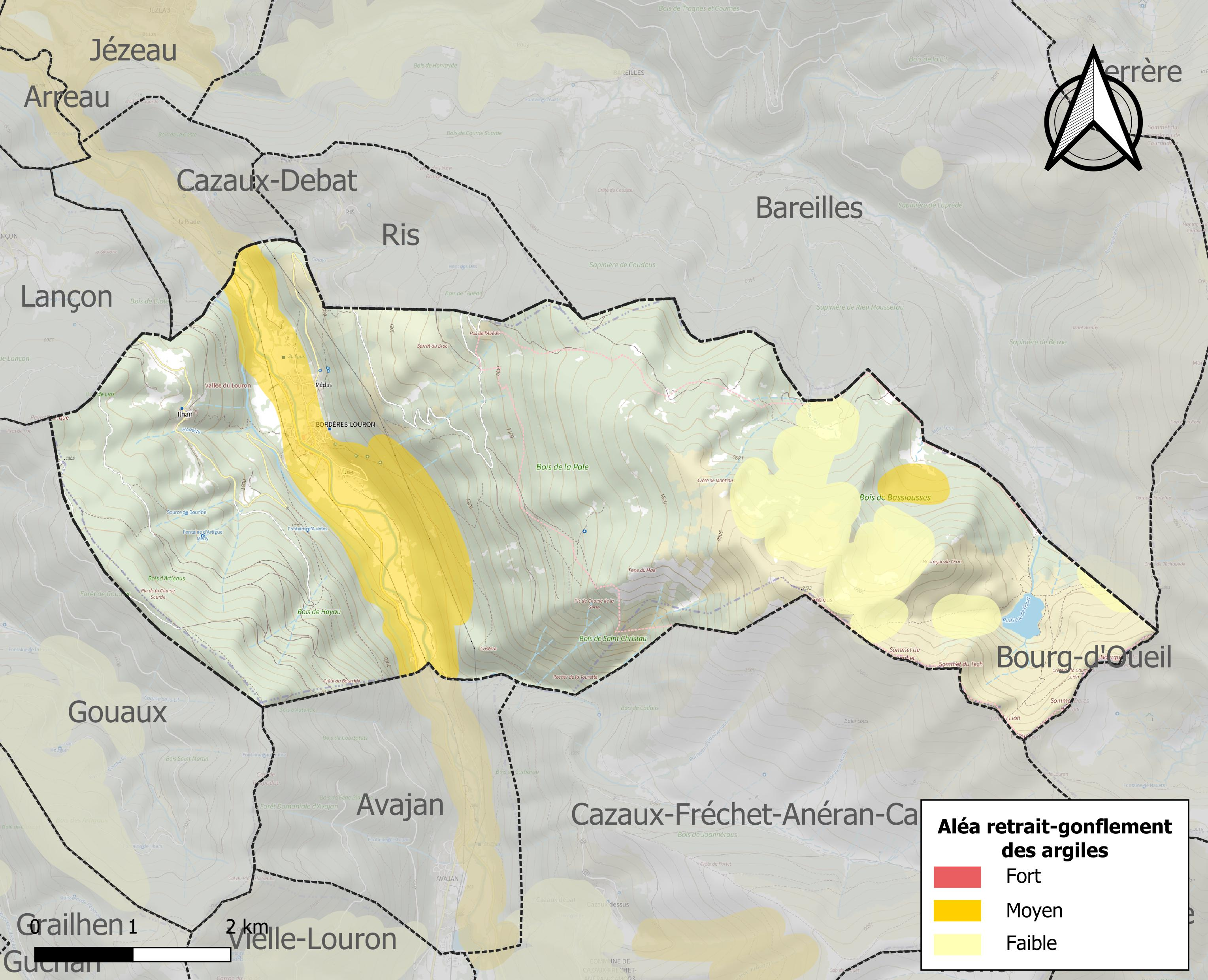
Carte des zones d'aléa retrait-gonflement des sols argileux de Bordères-Louron.

Les mouvements de terrains susceptibles de se produire sur la commune sont des mouvements de sols liés à la présence d'argile et des tassements différentiels.
Le retrait-gonflement des sols argileux est susceptible d'engendrer des dommages importants aux bâtiments en cas d’alternance de périodes de sécheresse et de pluie. 12,4 % de la superficie communale est en aléa moyen ou fort (44,5 % au niveau départemental et 48,5 % au niveau national). Sur les 156 bâtiments dénombrés sur la commune en 2019, 127 sont en aléa moyen ou fort, soit 81 %, à comparer aux 75 % au niveau départemental et 54 % au niveau national. Une cartographie de l'exposition du territoire national au retrait gonflement des sols argileux est disponible sur le site du BRGM,.
Par ailleurs, afin de mieux appréhender le risque d’affaissement de terrain, l'inventaire national des cavités souterraines permet de localiser celles situées sur la commune.
Concernant les mouvements de terrains, la commune a été reconnue en état de catastrophe naturelle au titre des dommages causés par des mouvements de terrain en 1999 et 2013.
La commune est exposée aux risques d'avalanche. Les habitants exposés à ce risque doivent se renseigner, en mairie, de l’existence d’un plan de prévention des risques avalanches (PPRA). Le cas échéant, identifier les mesures applicables à l'habitation, identifier, au sein de l'habitation, la pièce avec la façade la moins exposée à l’aléa pouvant faire office, au besoin, de zone de confinement et équiper cette pièce avec un kit de situation d’urgence,.

#### Risque particulier
Dans plusieurs parties du territoire national, le radon, accumulé dans certains logements ou autres locaux, peut constituer une source significative d’exposition de la population aux rayonnements ionisants. Certaines communes du département sont concernées par le risque radon à un niveau plus ou moins élevé. Selon la classification de 2018, la commune de Bordères-Louron est classée en zone 3, à savoir zone à potentiel radon significatif.

## Toponymie

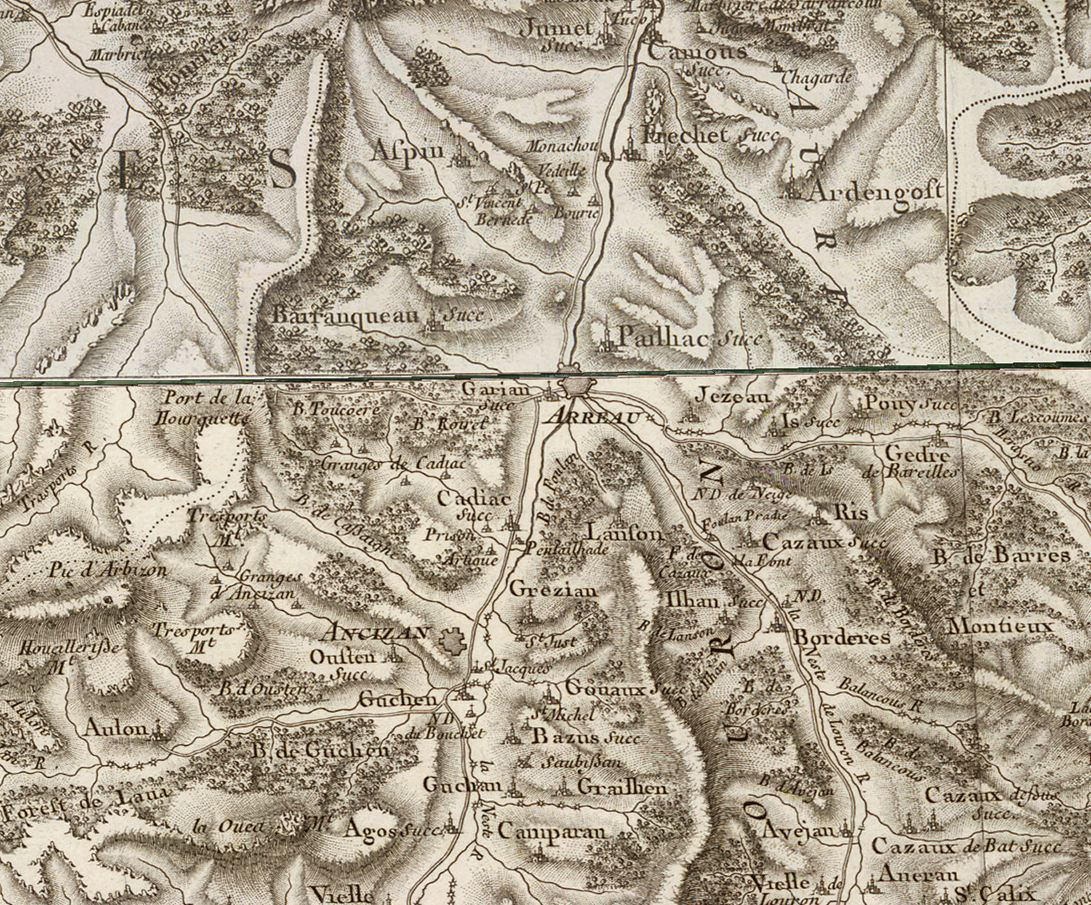
Extrait de la carte de Cassini (entre 1756 et 1789) situant Bordères et Ilhan au sud-est d'Arreau.

On trouvera les principales informations dans le Dictionnaire toponymique des communes des Hautes-Pyrénées de Michel Grosclaude et Jean-François Le Nail qui rapporte les dénominations historiques du village :

### Bordères
Dénominations historiques :
- De Borderiis, latin (1387, pouillé du Comminges) ;
- Bourderes (1687, registres paroissiaux) ;
- Bourderes en Louron (1687, registres paroissiaux) ;
- Borderes en Loron (1767, Larcher, cartulaire du Comminges) ;
- Bordères (1790, Département 1).

Étymologie : du gascon bordèras : les petites maisons.
Nom occitan : Bordères.

## Histoire
La commune actuelle résulte du regroupement en 1972 des communes de Bordères-Louron et d'Ilhan, cette dernière ne comptant plus assez d'habitants pour rester autonome.

## Politique et administration

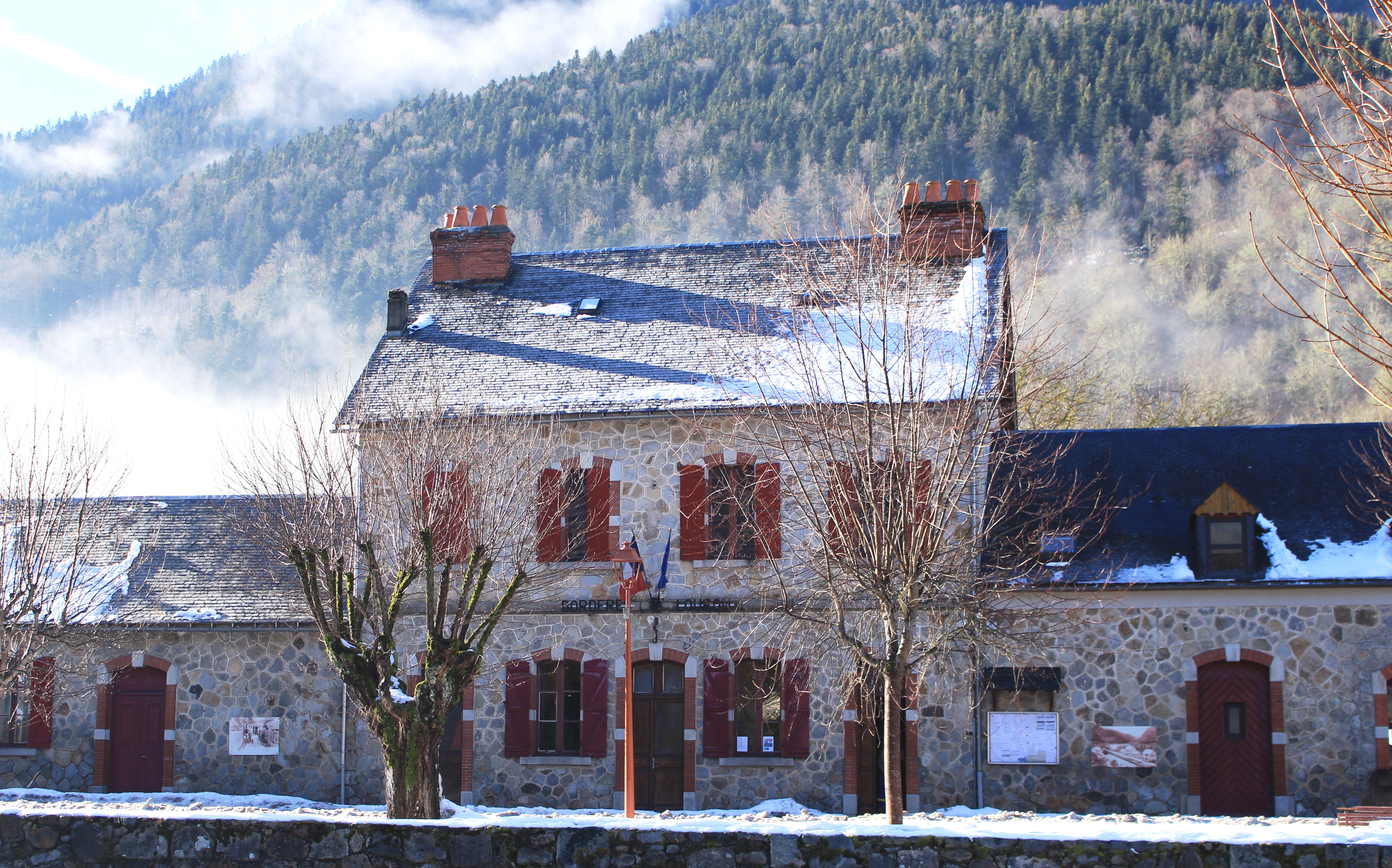
La mairie en 2019.

### Liste des maires
| Période                                  | Période   | Identité         | Étiquette | Qualité |
| ---------------------------------------- | --------- | ---------------- | --------- | ------- |
| Les données manquantes sont à compléter. |           |                  |           |         |
|                                          |           |                  |           |         |
| avant 1988                               | mars 2004 | Charles Ghirardi |           |         |
| mars 2004                                | mars 2008 | Marc Fanès       |           |         |
| mars 2008                                | en cours  | Alain Marsalle   |           |         |

### Rattachements administratifs et électoraux

#### Intercommunalité
Bordères-Louron fait partie de la communauté de communes Aure Louron, créée au 1er janvier 2017 et qui réunit 47 communes.

Sélection de vues des lavoirs municipaux en 2019
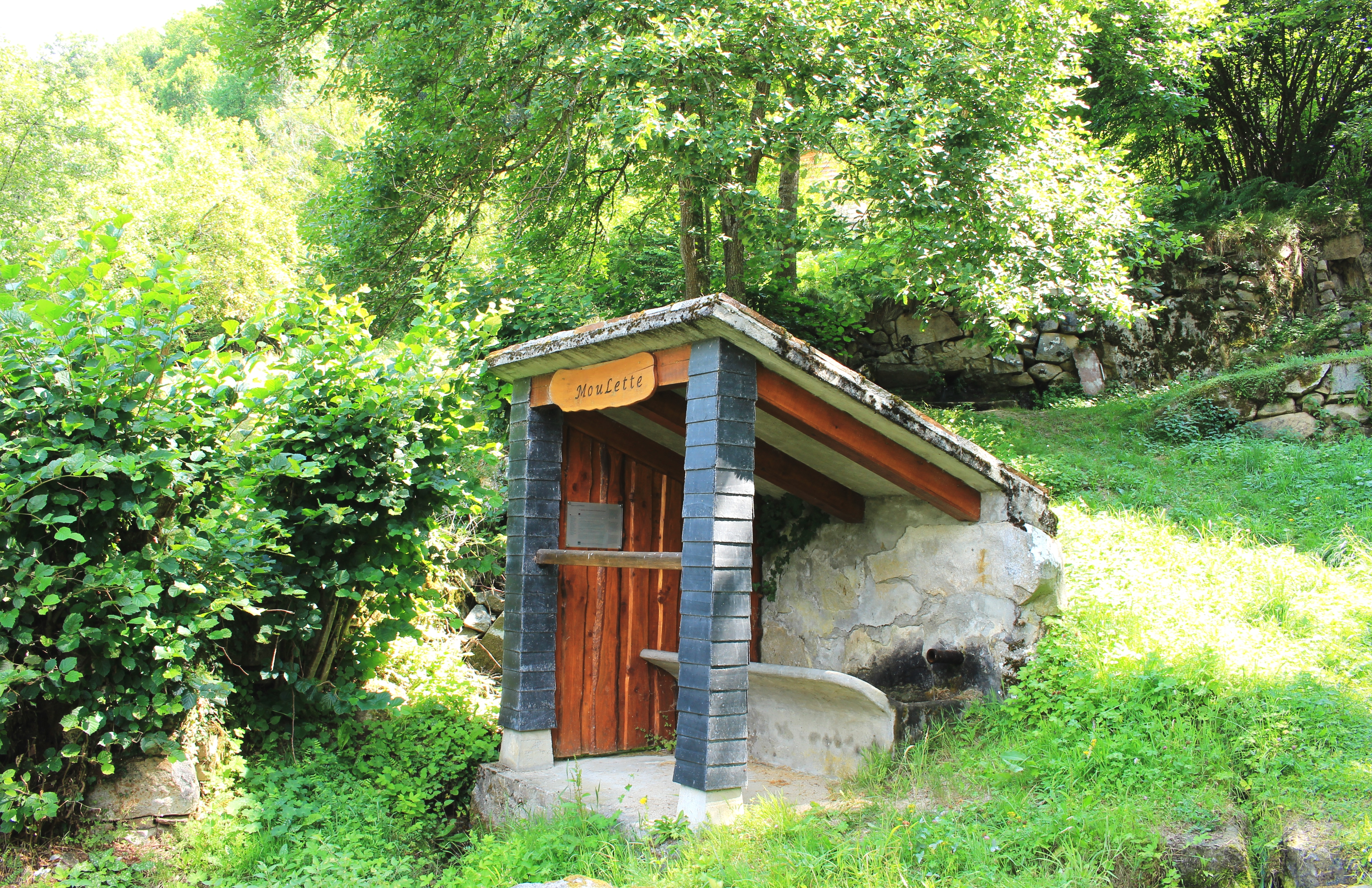
Le lavoir de Moulette.
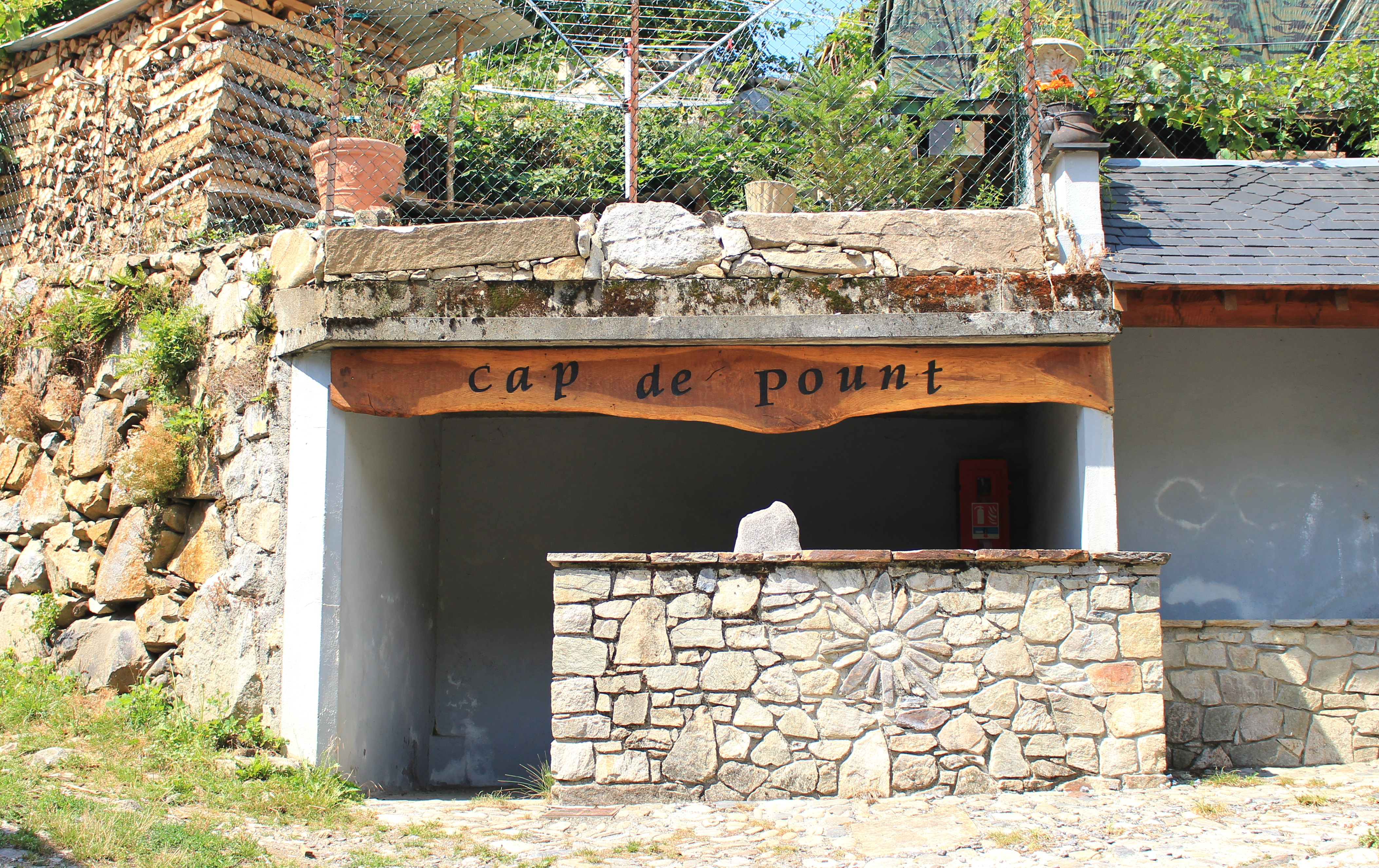
Le lavoir de Cap de Pount.
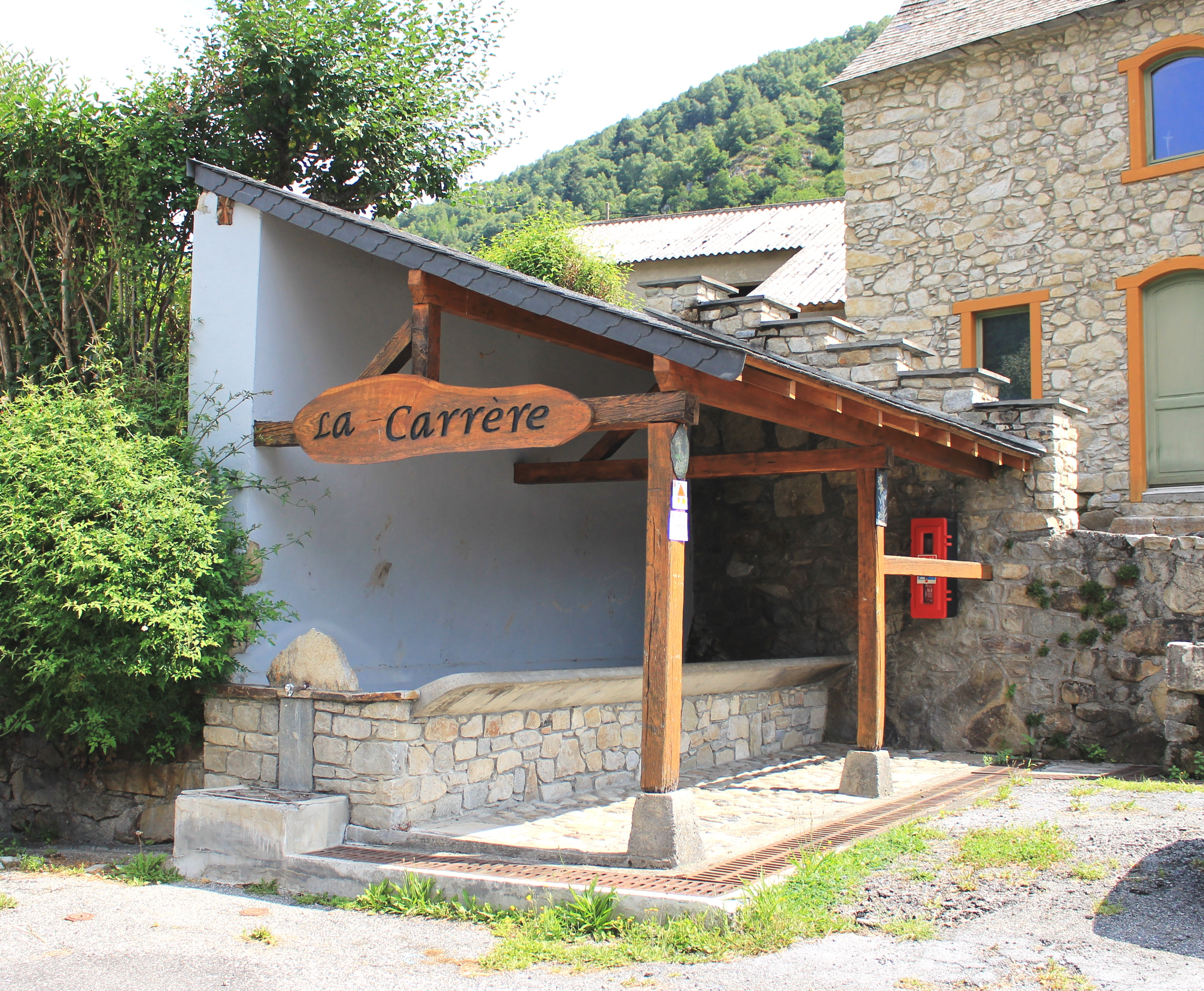
Le lavoir de La Carrère.
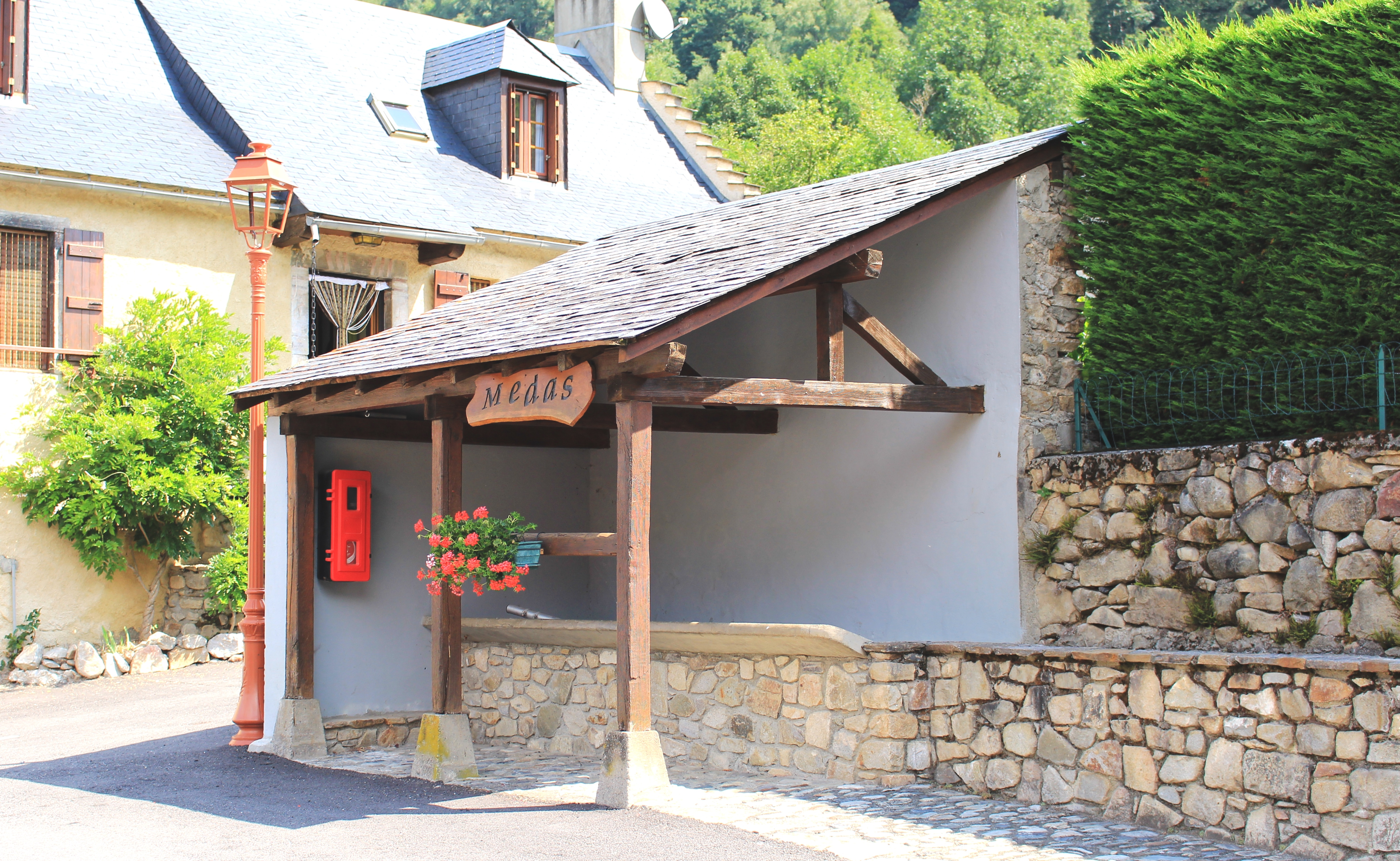
Le lavoir de Médas.
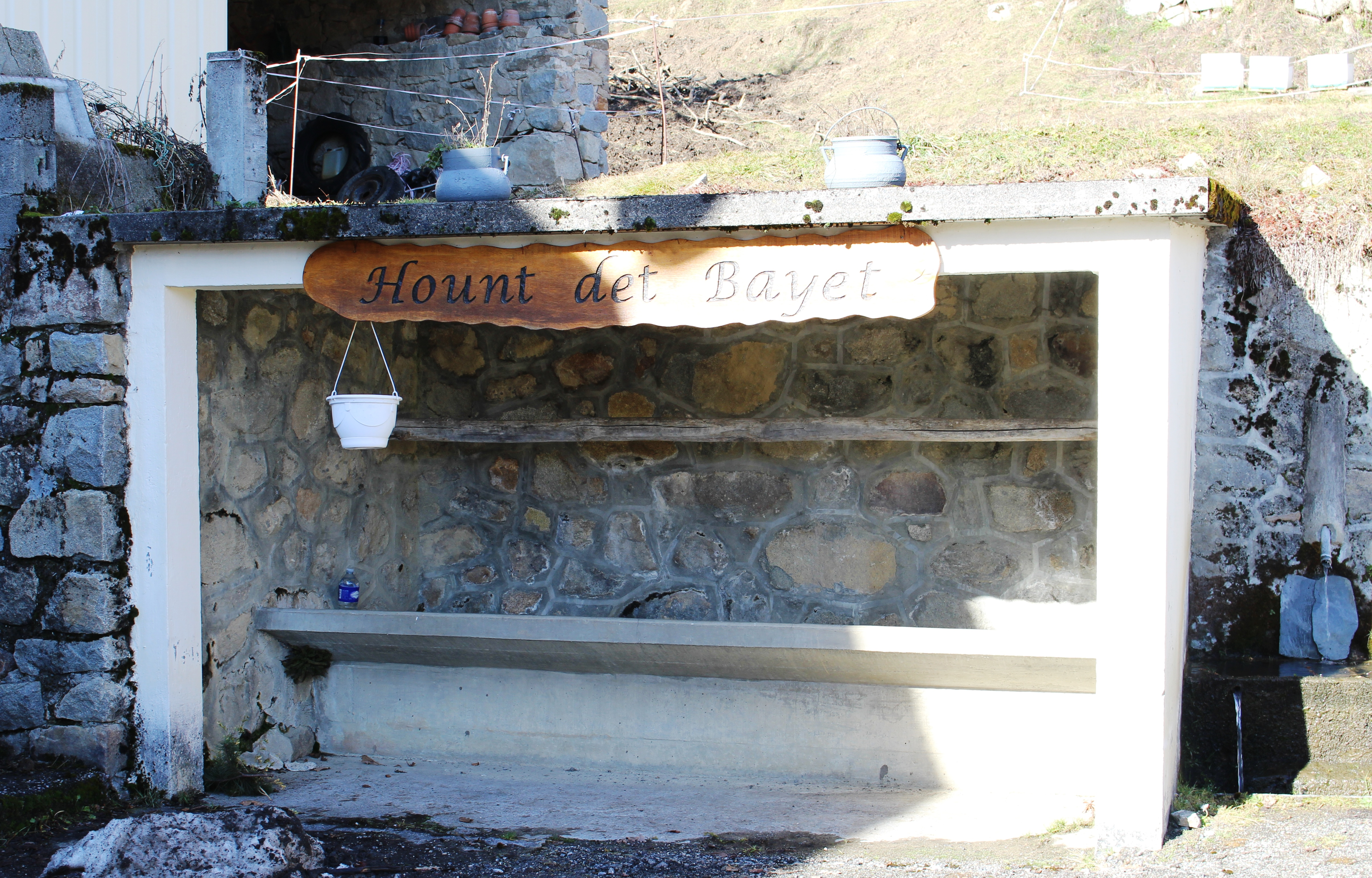
Le lavoir d'Ilhan.

## Population et société

### Démographie

#### Évolution démographique
Jusqu'en 1972, les communes de Bordères-Louron et d'Ilhan étaient indépendantes.

### Démographie d'Ilhan
| 1793 | 1800 | 1806 | 1821 | 1831 | 1836 | 1841 | 1846 | 1851 |
| ---- | ---- | ---- | ---- | ---- | ---- | ---- | ---- | ---- |
| 75   | 69   | 89   | 95   | 101  | 114  | 101  | 103  | 94   |

| 1856 | 1861 | 1866 | 1872 | 1876 | 1881 | 1886 | 1891 | 1896 |
| ---- | ---- | ---- | ---- | ---- | ---- | ---- | ---- | ---- |
| 90   | 88   | 85   | 87   | 83   | 74   | 52   | 48   | 39   |

| 1901 | 1906 | 1911 | 1921 | 1926 | 1931 | 1936 | 1946 | 1954 |
| ---- | ---- | ---- | ---- | ---- | ---- | ---- | ---- | ---- |
| 44   | 46   | 43   | 42   | 32   | 27   | 24   | 24   | 17   |

| 1962 | 1968 | - | - | - | - | - | - | - |
| ---- | ---- | - | - | - | - | - | - | - |
| 14   | 11   | - | - | - | - | - | - | - |

### Démographie de Bordères, puis Bordères-près-Arreau, puis Bordères-Louron
L'évolution du nombre d'habitants est connue à travers les recensements de la population effectués dans la commune depuis 1793. Pour les communes de moins de 10 000 habitants, une enquête de recensement portant sur toute la population est réalisée tous les cinq ans, les populations de référence des années intermédiaires étant quant à elles estimées par interpolation ou extrapolation. Pour la commune, le premier recensement exhaustif entrant dans le cadre du nouveau dispositif a été réalisé en 2008.
En 2022, la commune comptait 143 habitants, en évolution de −13,86 % par rapport à 2016 (Hautes-Pyrénées : +1,59 %, France hors Mayotte : +2,11 %).
| 1793 | 1800 | 1806 | 1821 | 1831 | 1836 | 1841 | 1846 | 1851 |
| ---- | ---- | ---- | ---- | ---- | ---- | ---- | ---- | ---- |
| 404  | 389  | 389  | 340  | 495  | 505  | 501  | 496  | 472  |

| 1856 | 1861 | 1866 | 1872 | 1876 | 1881 | 1886 | 1891 | 1896 |
| ---- | ---- | ---- | ---- | ---- | ---- | ---- | ---- | ---- |
| 476  | 462  | 450  | 405  | 396  | 423  | 381  | 363  | 403  |

| 1901 | 1906 | 1911 | 1921 | 1926 | 1931 | 1936 | 1946 | 1954 |
| ---- | ---- | ---- | ---- | ---- | ---- | ---- | ---- | ---- |
| 404  | 403  | 334  | 262  | 270  | 243  | 224  | 200  | 147  |

| 1962 | 1968 | 1975 | 1982 | 1990 | 1999 | 2006 | 2008 | 2013 |
| ---- | ---- | ---- | ---- | ---- | ---- | ---- | ---- | ---- |
| 131  | 134  | 132  | 132  | 115  | 148  | 151  | 152  | 173  |

| 2018 | 2022 | - | - | - | - | - | - | - |
| ---- | ---- | - | - | - | - | - | - | - |
| 144  | 143  | - | - | - | - | - | - | - |

### Enseignement

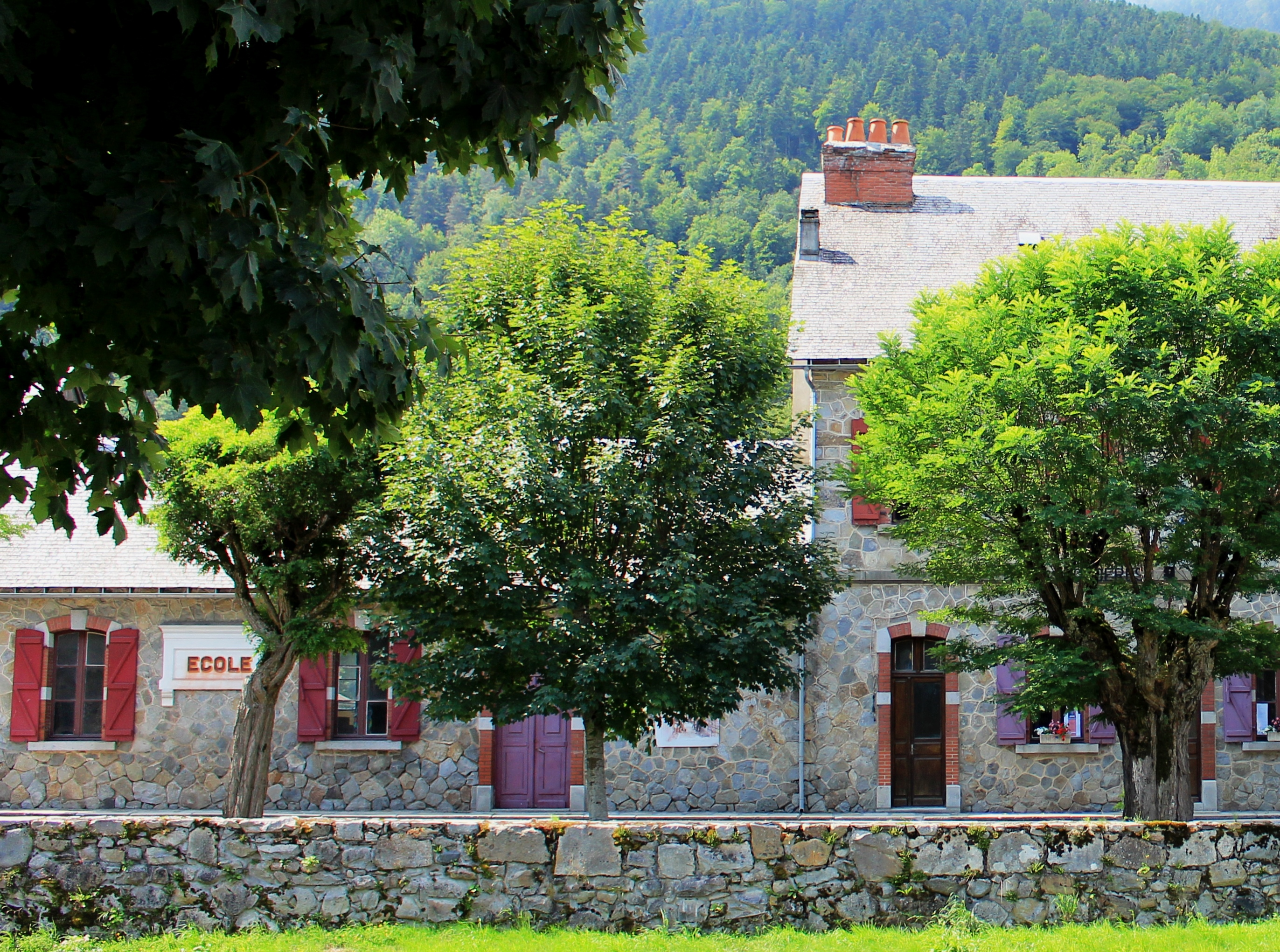
L'ancienne école en 2019.

La commune dépend de l'académie de Toulouse. Elle ne dispose plus d'école en 2016.

## Économie

### Emploi
|                | 2008  | 2013  | 2018  |
| -------------- | ----- | ----- | ----- |
| Commune        | 5,3 % | 7,6 % | 7,8 % |
| Département    | 7,7 % | 9,4 % | 9,8 % |
| France entière | 8,3 % | 10 %  | 10 %  |

En 2018, la population âgée de 15 à 64 ans s'élève à 90 personnes, parmi lesquelles on compte 80 % d'actifs (72,2 % ayant un emploi et 7,8 % de chômeurs) et 20 % d'inactifs,. Depuis 2008, le taux de chômage communal (au sens du recensement) des 15-64 ans est inférieur à celui de la France et du département.
La commune est hors attraction des villes,. Elle compte 49 emplois en 2018, contre 52 en 2013 et 44 en 2008. Le nombre d'actifs ayant un emploi résidant dans la commune est de 67, soit un indicateur de concentration d'emploi de 73,1 % et un taux d'activité parmi les 15 ans ou plus de 56,9 %.
Sur ces 67 actifs de 15 ans ou plus ayant un emploi, 12 travaillent dans la commune, soit 18 % des habitants. Pour se rendre au travail, 91 % des habitants utilisent un véhicule personnel ou de fonction à quatre roues, 1,5 % les transports en commun, 7,5 % s'y rendent en deux-roues, à vélo ou à pied.

## Culture locale et patrimoine

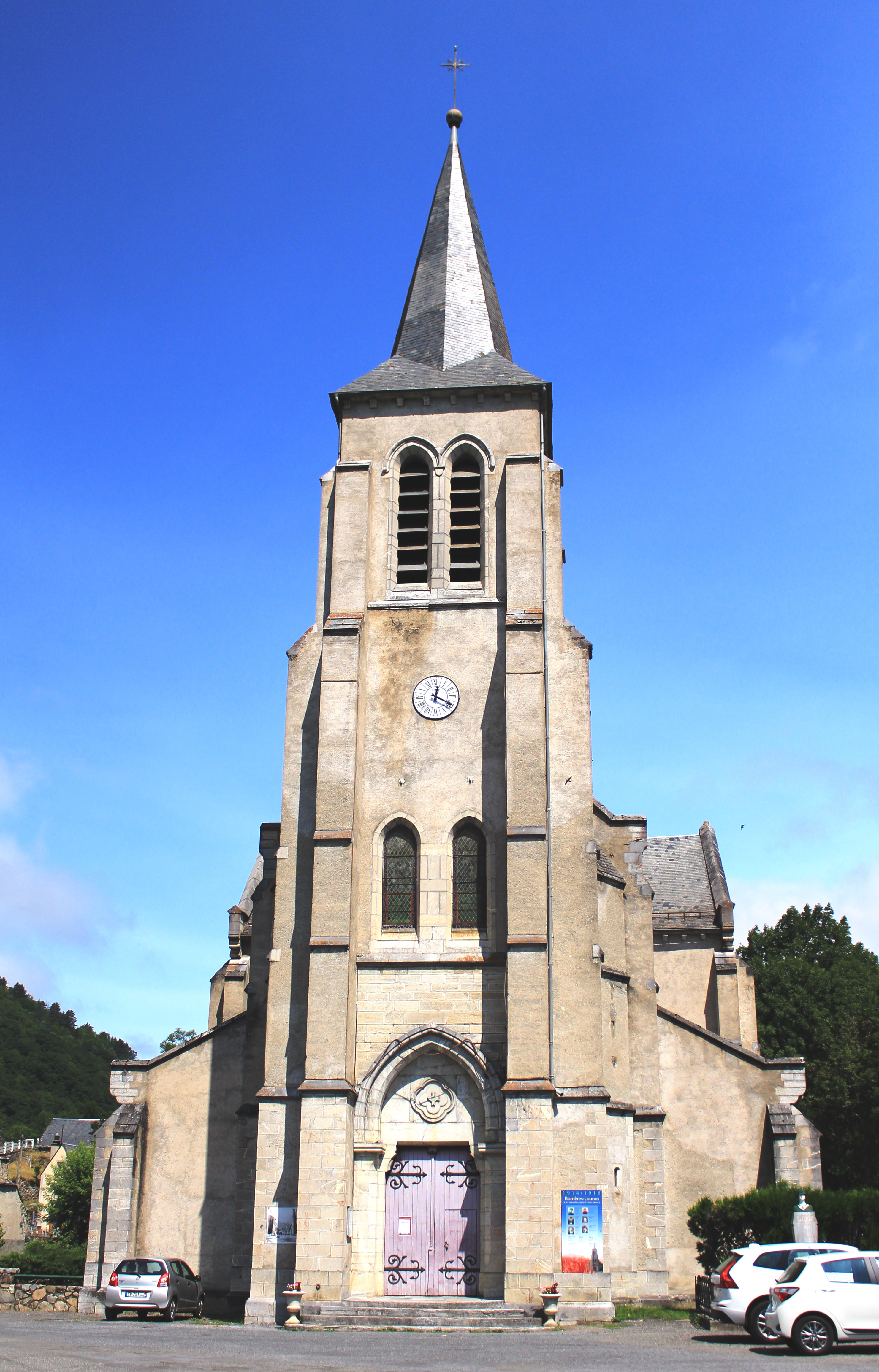
L'église Notre-Dame-de-l'Assomption en 2019.

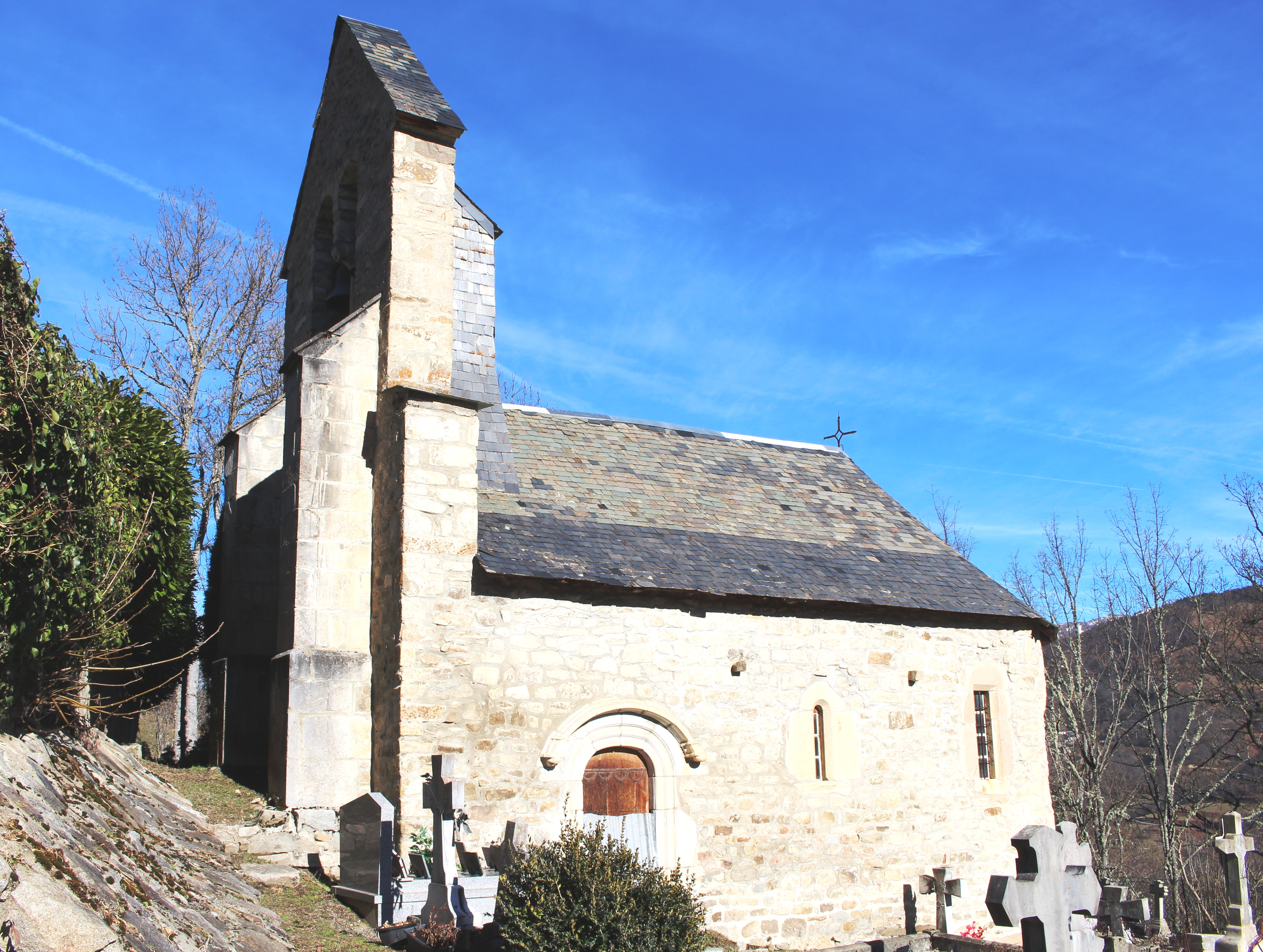
L'église Saint-Germé en 2018.

### Lieux et monuments
- Église Saint-Germé d'Ilhan, inscrite à l'inventaire des monuments historiques[52],[53] : église romane datant des XIIe et XIIIe siècles, remaniée au XVIe siècle.
- Église Notre-Dame-de-l'Assomption, XIXe siècle[54].
- Vestiges du mur d'enceinte du château fort, XIIIe siècle, détruit lors d'un incendie en 1740[55].
- Un menhir préhistorique est signalé à la sortie nord du hameau d'Ilhan.
- Lavoirs.
- Réserve naturelle régionale du Massif du Montious.

## Voir aussi

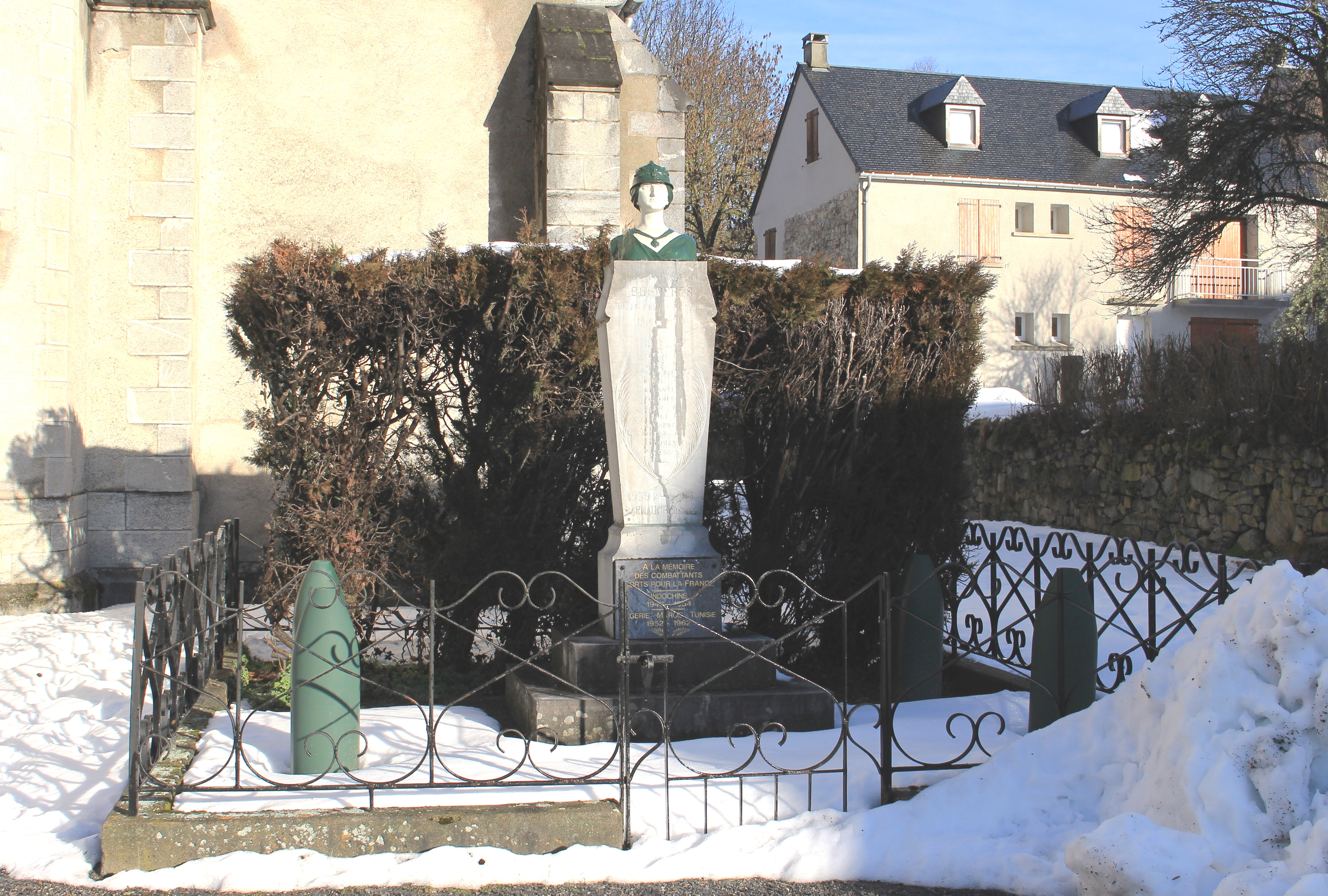
Le monument aux morts municipal.

### Héraldique
| Blason | Blasonnement : D'argent à la chaîne de montagne de sinople soutenue d'une terrasse éclatée isolée de sable, le tout mouvant des flancs et accompagné en chef à senestre d'une étoile à six rais d'or. |